# Mohammed Aluloom
Mohammed Hussein Bahr Aluloom (* 20. April 1958) ist ein irakischer Wirtschaftsmanager und Diplomat, der unter anderem seit September 2017 Ständiger Vertreter bei den Vereinten Nationen ist.

## Leben
Aluloom absolvierte nach dem Schulbesuch ein Studium im Fach Elektrotechnik an der 1975 gegründeten Universität für Technologie in Bagdad, das er mit einem Bachelor of Science (B.Sc. Electronics) beendete. Ein postgraduales Studium im Fach Digitaltechnik an der Londoner Brunel University schloss er mit einem Master ab und war in der Folgezeit als Wirtschaftsmanager bei Ingenieur-, Telekommunikations- und Medienunternehmen tätig. Daneben wurde er 2003 Berater des Irakischen Regierungsrates sowie im Anschluss 2004 Berater der Übergangsregierung des Irak. 2009 trat er im Range eines Botschafters in das Außenministerium ein und war in der Folgezeit Leiter verschiedener Abteilungen sowie maßgeblich an Umstrukturierungsmaßnahmen innerhalb des Ministeriums beteiligt. Im Anschluss war er zwischen 2010 und 2016 Botschafter in Kuwait und danach von 2016 bis September 2017 Leiter der Amerika-Abteilung des Außenministeriums.
Am 12. September 2017 übergab er sein Akkreditierungsschreiben als Ständiger Vertreter bei den Vereinten Nationen. Darüber hinaus wurde er am 28. September 2017 zum Vorsitzenden des Ausschusses für Abrüstung und internationale Sicherheit (Hauptausschuss 1) der UN-Generalversammlung gewählt.
Aluloom ist verheiratet und Vater von vier Kindern.